# 杜钦 (西汉)
杜钦（?—?），字子夏，祖籍南阳郡杜衍（今河南南阳西南），西汉杜陵县（今陕西省西安市一带）人。杜周之孙，杜延年的儿子，杜缓之弟。
杜钦少年时喜欢读经书。家富而一目盲，所以不喜欢为官吏，有“盲杜子夏”之称。他和茂陵杜邺都是表字子夏，二人都以材能名著京师。他为小冠以自别，人称杜钦为“小冠杜子夏”，而称杜邺为“大冠杜子夏”。为人深博有谋略。当时王凤为大将军辅政，知道他的才能，任用他为军武库令。职闲无事，被征召入大将军王凤幕府，常与议王凤商议国家政治军事谋画，当时朝廷重大决策，多出于其谋。汉成帝召他到至白虎殿对策。他把日蚀、地震这种自然现象说成是天的意志，是国家政治得失的反映。他是西汉天人感应论的鼓吹者之一。汉成帝为太子时，以好色著称，即位後，皇太后王政君下诏采良家女。杜钦于是劝说王凤建九女之制，谏成帝“正后妾，抑女宠，防奢泰，去佚游，躬节俭，亲万事”。后为议郎，因病免官。于是优游不仕，终于寿终正寝。